# Glory (film, 1989)
Pour les articles homonymes, voir Glory et Glory (film).
Pour plus de détails, voir Fiche technique et Distribution.
Glory est un film américain réalisé par Edward Zwick et sorti en 1989. Il raconte l'histoire des volontaires du 54e régiment du Massachusetts pendant la guerre de Sécession. Le 54e est le premier régiment constitué uniquement d'Afro-Américains dans un État du Nord (sans les officiers), bien que l'Histoire ait plutôt retenu les Buffalo Soldiers.

## Synopsis
Pendant la guerre de Sécession, après la terrible bataille d'Antietam, le jeune colonel nordiste Robert Gould Shaw se voit confier le tout premier bataillon de soldats noirs volontaires après qu'Abraham Lincoln a prononcé leur émancipation. Après de longs mois de préparation au combat et d'attente, Shaw, ne souhaitant pas voir son régiment de couleur réduit à de simples tâches en périphérie des combats, obtient l'ordre d'aller au front. Shaw, à la tête du 54e régiment du Massachusetts, est alors volontaire pour prendre d'assaut le Fort Wagner (Caroline du Sud), réputé imprenable. Durant l’assaut, une grande partie des hommes du 54e périt (Robert Gould Shaw compris) mais est également remarquée pour sa bravoure.

## Fiche technique
- Titre original et français : Glory
- Réalisation : Edward Zwick
- Scénario : Kevin Jarre, d'après les livres Lay This Laurel de Lincoln Kirstein (1973), One Gallant Rush de Peter Burchard (1965) et les lettres du colonel Robert Gould Shaw
- Musique : James Horner
- Direction artistique : Keith Pain, Dan Webster
- Décors : Norman Garwood et Garrett Lewis
- Costumes : Francine Jamison-Tanchuck
- Photographie : Freddie Francis
- Son : Gregg Rudloff, Russell Williams II, Donald O. Mitchell et Elliot Tyson
- Montage : Steven Rosenblum
- Production : Freddie Fields, Pieter Jan Brugge, Sarah Caplan, P. K. Fields et Ray Herbeck Jr.
- Sociétés de production : TriStar et Freddie Fields Productions
- Société de distribution : TriStar
- Pays de production :  États-Unis
- Langue originale : anglais
- Format : couleur (Technicolor) — 35 mm — 1,85:1 — son Dolby Stéréo
- Genre : biographique, historique, guerre
- Durée : 122 minutes
- Dates de sortie :
  - États-Unis : 15 décembre 1989
  - France : 25 avril 1990
- Classification :
  - États-Unis : R (certificat no 29658)
  - France : Tous publics (visa d'exploitation no 72730)

## Distribution
- Matthew Broderick (V. F. : Luc Hamet) : le colonel Robert Gould Shaw
- Denzel Washington (V. F. : Emmanuel Jacomy) : Trip
- Cary Elwes : le major Cabot Forbes
- Morgan Freeman (V. F. : Med Hondo) : le sergent major John Rawlins
- Jihmi Kennedy : Jupiter Sharts
- Andre Braugher (V. F. : Serge Faliu) : le caporal Thomas Searles
- Cliff De Young (VF: Hervé Bellon) : le colonel James M. Montgomery
- Alan North : le gouverneur John Albion Andrew
- Bob Gunton : le général Harker
- Jay O. Sanders : le général George Crockett Strong
- Raymond St. Jacques : Frederick Douglass
- John Finn (V. F. : Jacques Frantz) : le sergent major Mulcahy
- Donovan Leitch, Jr. : le capitaine Charles Fessenden Morse
- Mark Margolis : un soldat nordiste
- JD Cullum : Henry Sturgis Russell
- Christian Baskous (V. F. : Hervé Caradec) : Edward L. Pierce
- Jane Alexander : Sarah Blake Sturgis Shaw (non créditée)
- Kevin Jarre : un soldat blanc (caméo[1])
- Richard Riehle : intendant

## Production
Kevin Jarre a eu envie d'écrire ce scénario après avoir visité le Robert Gould Shaw Memorial à Boston.
Le tournage a lieu en Géorgie (Savannah, île de Jekyll, McDonough) dans le Massachusetts (Boston notamment le Robert Gould Shaw Memorial, Sturbridge, Ipswich).

## Distinctions
(en) Récompenses pour Glory sur l’Internet Movie Database

### Récompenses
- 62e cérémonie des Oscars (1990) : meilleur acteur dans un second rôle pour Denzel Washington
- 62e cérémonie des Oscars (1990) : meilleure photographie pour Freddie Francis
- 62e cérémonie des Oscars (1990) : meilleur son pour Gregg Rudloff, Russell Williams II, Donald O. Mitchell et Elliot Tyson
- 47e cérémonie des Golden Globes (1990) : meilleur acteur dans un second rôle pour Denzel Washington

### Nominations
- 62e cérémonie des Oscars (1990) : meilleurs décors pour Garrett Lewis et Norman Garwood
- 62e cérémonie des Oscars (1990) : meilleur montage pour Steven Rosenblum
- 47e cérémonie des Golden Globes (1990) : meilleur film dramatique
- 47e cérémonie des Golden Globes (1990) : meilleur réalisateur pour Edward Zwick
- 47e cérémonie des Golden Globes (1990) : meilleur scénario pour Kevin Jarre
- 47e cérémonie des Golden Globes (1990) : meilleure musique pour James Horner
- 44e cérémonie des British Academy Film Awards (1991) : meilleure photographie pour Freddie Francis
- 43e cérémonie des Chicago Film Critics Association Awards (1990) : meilleur acteur dans un second rôle pour Denzel Washington
- 43e cérémonie des Chicago Film Critics Association Awards (1990) : meilleur acteur dans un second rôle pour Morgan Freeman
- 55e cérémonie des New York Film Critics Circle Awards (1990) : meilleur acteur dans un second rôle pour Denzel Washington